# Vivaha facialis
Vivaha facialis är en insektsart som beskrevs av William Lucas Distant 1906. Vivaha facialis ingår i släktet Vivaha och familjen Derbidae. Inga underarter finns listade i Catalogue of Life.